# Albert Yator
Pour les articles homonymes, voir Kiptoo.
Albert Kiptoo Yator (né le 6 septembre 1993 - mort le 6 février 2011 à Eldoret) est un athlète kényan spécialiste du 3 000 mètres steeple. 
Il se classe deuxième des Championnats du monde juniors 2010 de Moncton, derrière son compatriote Jonathan Muia Ndiku. Fin août, lors du meeting Mémorial Van Damme de Bruxelles, Albert Yator établit la meilleure performance junior de l'année 2010 sur 3 000 m steeple en réalisant le temps de 8 min 23 s 69.
Albert Yator meurt à 17 ans le 6 février 2011 dans un hôpital d'Eldoret des suites de paludisme. 

## Palmarès
| Date | Compétition                   | Lieu    | Résultat | Discipline      |
| ---- | ----------------------------- | ------- | -------- | --------------- |
| 2010 | Championnats du monde juniors | Moncton | 2e       | 3 000 m steeple |